# Margit Terézia magyar királyné
Margit Terézia (spanyolul: Margarita Teresa de Austria, németül: Margarita Theresa von Österreich; Madrid, Spanyolország, 1651. augusztus 12. – Bécs, Ausztria, 1673. március 12.), Spanyolország infánsnője, aki rokonával, I. Lipót császárral kötött 1666-os házasságát követően a Szent Római Birodalom császárnéja, valamint Magyarország és Csehország királynéja 1673-ban bekövetkezett korai haláláig. Ő a központi alakja Diego Velázquez ismert Las Meninas (magyarul: Az udvarhölgyek) című festményének és számos későbbi közismert művének is.
Margit Terézia volt IV. Fülöp spanyol király és Mária Anna királyné legidősebb leánya, az utolsó Habsburg-házi spanyol király, II. Károly testvére. 1666-ban ment hozzá anyai nagybátyához, a német-római császárhoz. A férje és közte lévő tíz évnyi korkülönbség ellenére házasságuk boldognak bizonyult. Négy gyermekük született, akik közül csak egy leány, Mária Antónia főhercegnő érte meg a felnőttkort. 1673-ban, huszonegy éves korában hunyt el golyva következtében. A császár másodjára is megnősült, ám fiú örököse csak harmadik hitvesétől, Neuburgi Eleonóra Magdolnától született.

## Élete

### Ifjúkora

Az ifjú infánsnő (középen) 1656-ban Diego Velázquez Las Meninas című ismert munkáján (Prado)

Margit Terézia 1651. augusztus 12-én született Madridban. Ő volt IV. Fülöp spanyol király első gyermeke, aki Ausztriai Mária Anna királynéval, egyben unokahúgával kötött második házasságából származott. Szülei nem csak közeli rokoni kapcsolatban álltak, de nagy korkülönbség is volt köztük: Mária Anna csaknem harminc évvel volt fiatalabb férjénél.
Az infánsnő apai nagyszülei III. Fülöp spanyol király és Ausztriai Margit királyné voltak, míg anyai nagyszülei III. Ferdinánd német-római császár és felesége, Ausztriai Mária Anna császárné, aki egyben apai nagyapja, III. Fülöp király leánya is volt.

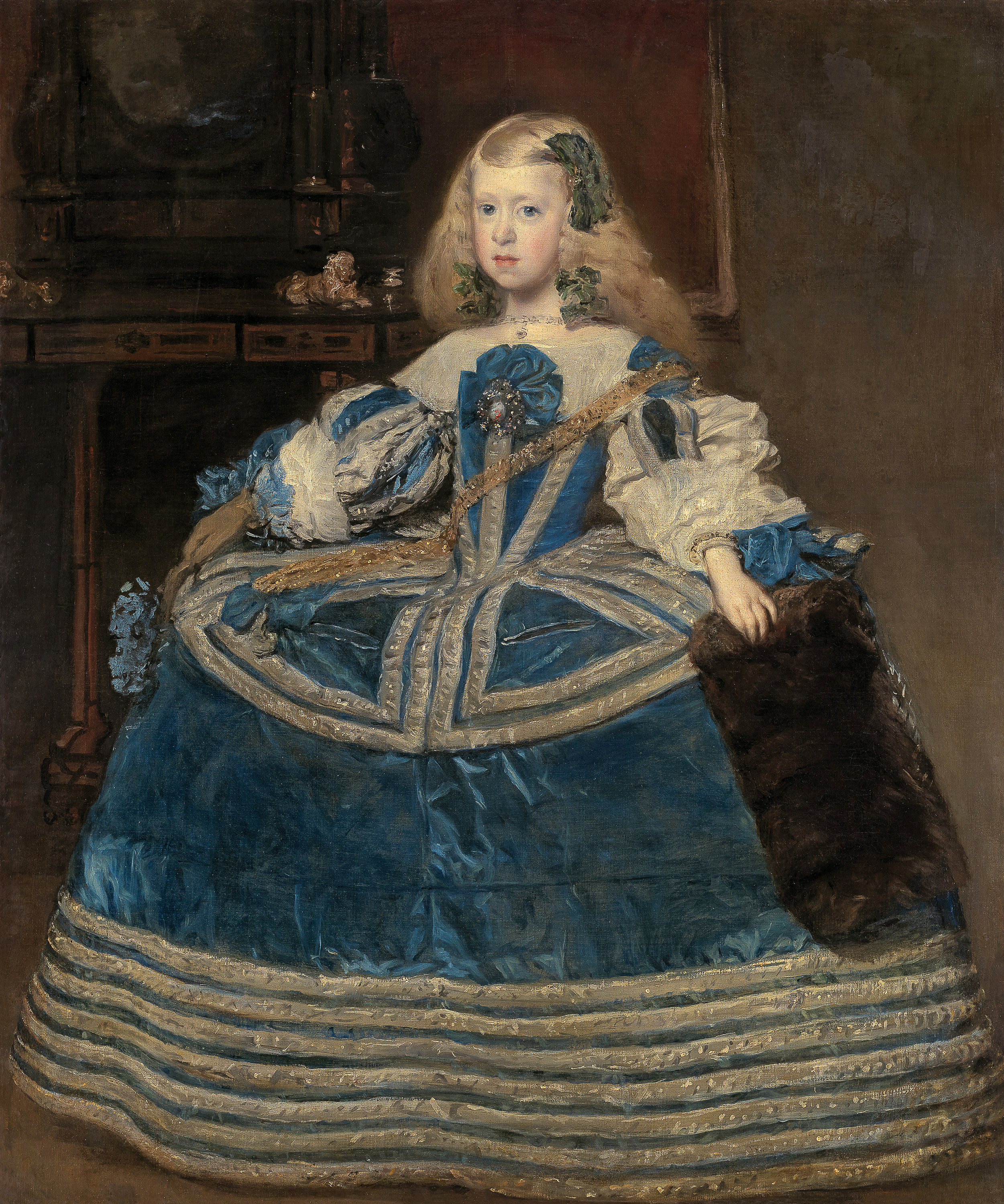
Margit Terézia infánsnő kék ruhában, Velázquez egy másik ismert portréja az ifjú infánsnőről (Bécsi Szépművészeti Múzeum)

Szülei házassága politikai okokból jött létre, elsősorban azért, hogy férfi trónörökös szülessen Baltazár Károly asztúriai herceg 1646-ban bekövetkezett halála után, aki még Fülöp király Franciaországi Erzsébettel való első házasságából származott. Ebből a kapcsolatból az infánsnőnek egy további féltestvére származott: Mária Terézia, aki később XIV. Lajos francia király felesége lett. Margit Terézia után szüleinek további négy gyermeke (egy leány és három fiú) jött világra, akik közül azonban csak egy, a későbbi II. Károly spanyol király érte meg a felnőttkort.
Az infánsnőben nem alakultak ki azok a súlyos egészségügyi problémák és testi és szellemi fogyatékosságok, amelyek felmenői közeli rokoni kapcsolata miatt öccsét jellemezték. A kortárs leírások szerint Margit Terézia kifejezetten vonzó megjelenésű, élénk természetű leány volt. Gyermekkorát a madridi királyi udvarban töltötte, ahol szigorú római katolikus etikett szerint, széleskörű oktatásban részesült.

### Eljegyzése körülményei

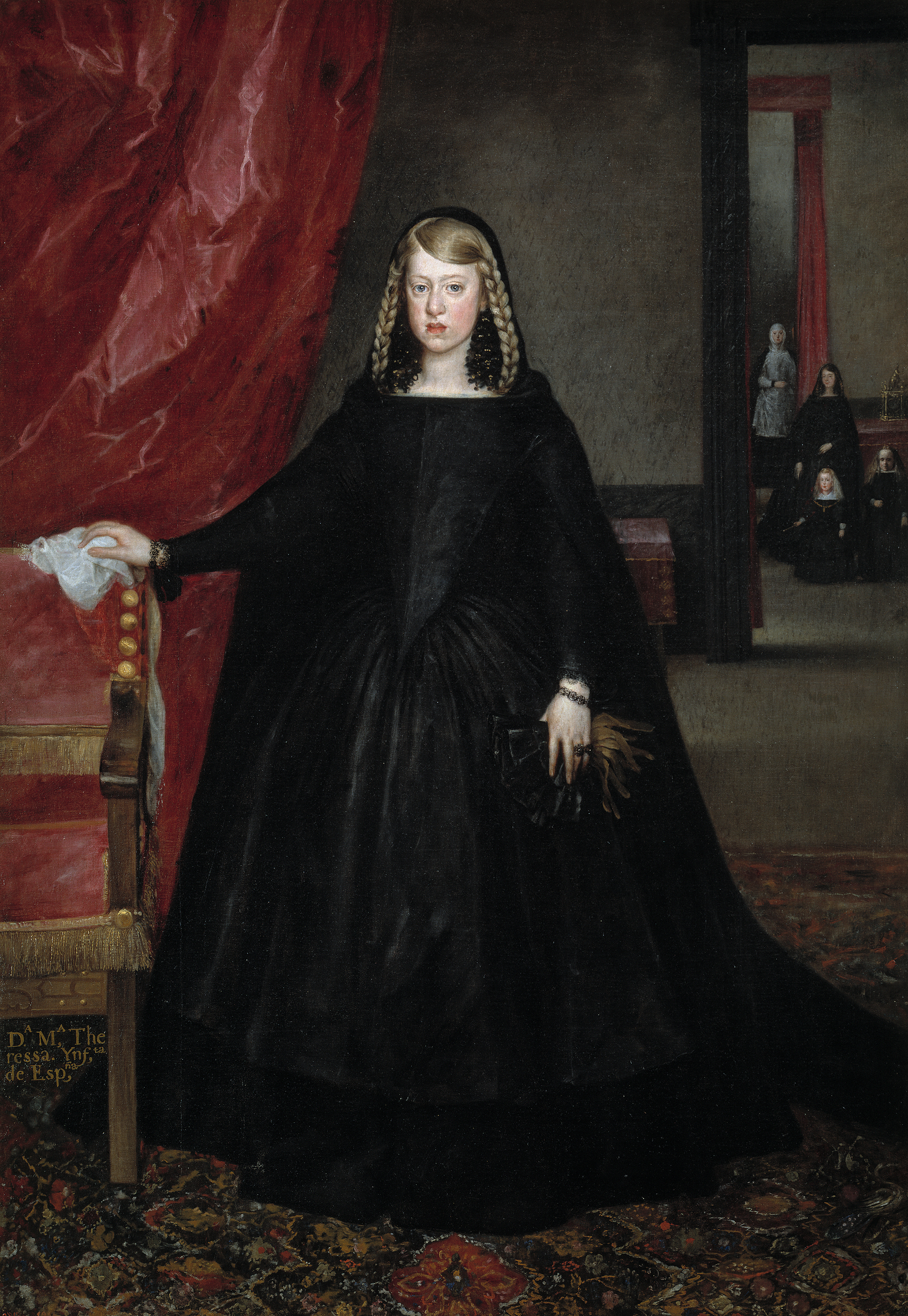
Juan Bautista Martinez del Mazo 1666-os A spanyol Margit Terézia gyászruhában c. portréja a tizennégy éves infánsnőt ábrázolja édesapja halálát követően feketében (Prado)

Az 1650-es évek második felére a bécsi császári udvarban újból felmerült, hogy dinasztikus házasságra volna szükség a Habsburg-ház osztrák és spanyol ágának erősítése érdekében. Az első tervek szerint IV. Fülöp király legidősebb leánya, Mária Terézia infánsnő hozzáment volna a Szent Római Birodalom örököséhez, Lipót Ignác főherceghez, ám a terveket felülírta, hogy az 1659-ben megkötött pireneusi békeszerződés értelmében az infánsnőt hozzáadták a francia királyhoz.
Ezt követően Bécsben megindultak a tervek Margit Terézia és az akkor már német-római császár, I. Lipót (aki egyben anyai nagybátyja és apai unokatestvére is volt) házasságáról. A madridi kormányzat azonban hátráltatta a terveket, révén, hogy az infánsnő öccse fiúörökös nélküli halála esetén örökölhetné a Spanyol Birodalom trónját. Fuensaldaña grófja, a spanyol francia nagykövet azt szorgalmazta, hogy az infánsnő II. Károly angol király felesége legyen, ám IV. Fülöp elutasította az ötletet. Végül 1663. április 6-án bejelentették az infánsnő és a császár eljegyzésének terveit. A házassági szerződést december 18-án írták alá.
IV. Fülöp király 1665. szeptember 17-én, hatvanéves korában elhunyt. Végrendeletében nem említette leánya eljegyzését, amely arra enged következtetni, hogy még halálkor is habozott hozzáadni Margit Terézia kezét osztrák rokonához, mivel fia esetleges fiúutód nélküli halála esetén a spanyol korona leánya férjére szállt volna, ám ő a spanyol korona egyedüli uralkodójaként kívánta biztosítani a leány jogait. Ausztriai Mária Anna özvegy királyné, aki kiskorú fia mellett az ország régense lett, első intézkedései egyikeként elhalasztotta leánya esküvőjét. A házasságot végül csak intenzív birodalmi diplomáciai erőfeszítések után tudták megkötni. A szertartásra meghatalmazottak útján Madridban, 1666. április 25-én került sor, nagy ünnepség keretén belül. Az eseményen II. Károlyon és a régens királynén túl részt vett a spanyol nemesség is, a császárt magát Antonio de la Cerda, Medinaceli hercege képviselte.
Margit Terézia 1666. április 28-án személyes kíséretével indult meg Bécsbe. Hajója, amelyet a spanyol királyi flotta mellett a Toszkánai Nagyhercegség és a Máltai lovagrend hajói kísértek, július 16-án indult Déniából. Ezt követően (rövid ideig Barcelonában tartózkodtak, mert az infánsnőnek egészségügyi problémái adódtak), a hajók augusztus 20-án érkeztek meg Finale Ligure kikötőjébe. Ott Margit Teréziát Luis Guzman Ponce de Leon, Milánó kormányzója fogadta. A kíséret szeptember 1-én hagyta el Finalét, és tíz nappal később érkezett meg Milánóba. Miután szinte az egész szeptembert a Hercegségben töltötte, az infánsnő folytatta útját Velencén keresztül Trentóba, ahová október elején érkezett meg. Margitot minden megállóján nagy ünnepség fogadta. Október 8-án a kíséret megérkezett Roveredóba, ahol megtörtént az infánsnő hivatalos átadása az osztrák kíséretnek. Innen indultak tovább Karintán és Stájerországon keresztül a Bécstől tizenkét kilométerre fekvő Schottwienbe, ahová november 25-én érkeztek meg, és ahová már a császár személyesen ment el, hogy fogadja menyasszonyát.

### Házassága

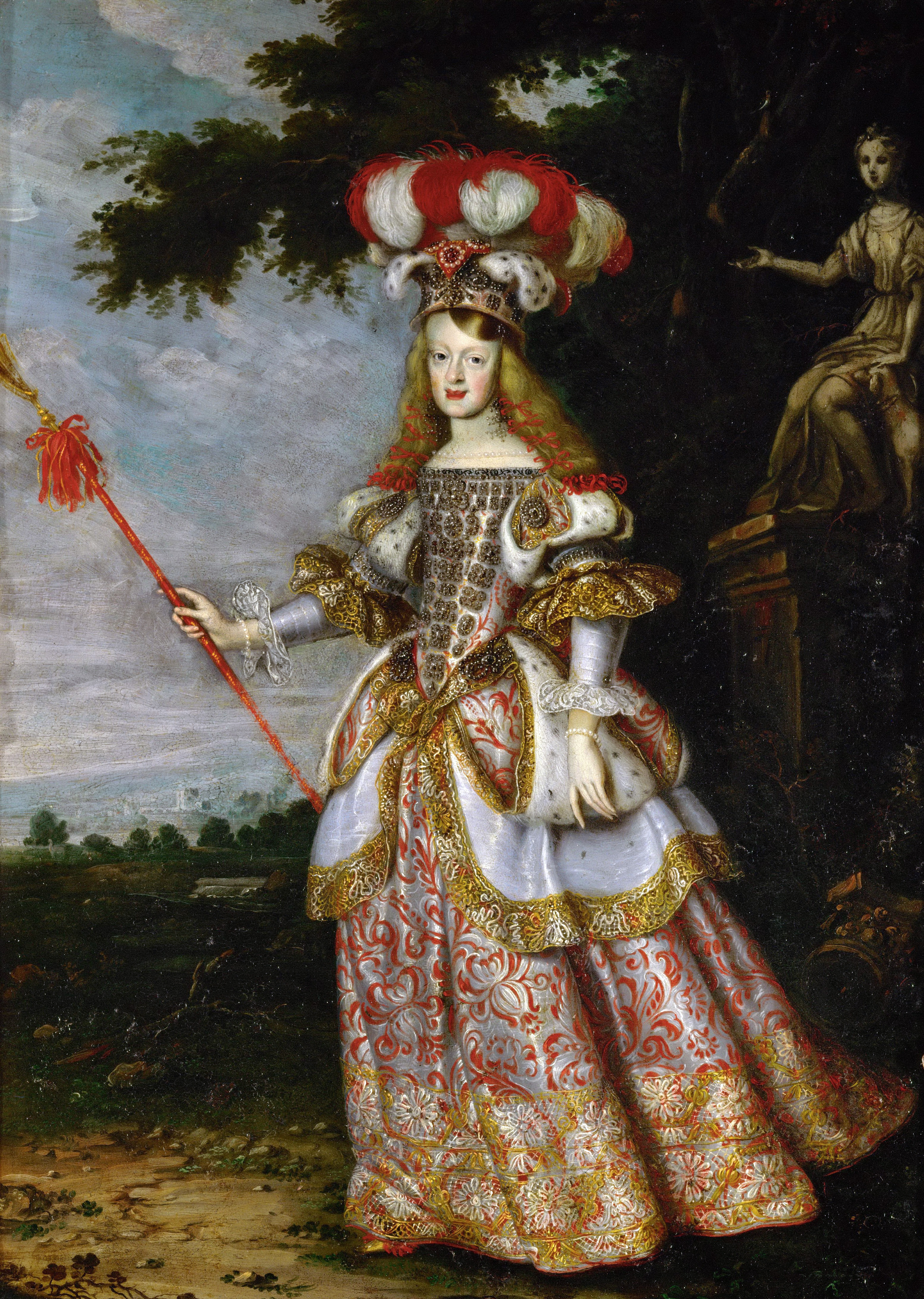
A császárné színházi díszruhában Jan Thomas van Ieperen portréján, amely mintáján megfestették a császár portréját is (Bécsi Szépművészeti Múzeum)

Az infánsnő hivatalosan 1666. december 5-én érkezett meg Bécsbe. A házassági szertartásra hét nappal később, december 12-én került sor és hatalmas barokkos ünnepségsorozat követte. Margit Terézia a friggyel elnyerte a német-római császárnéi, valamint a magyar és a cseh királynéi rangot is.
A tíz évnyi korkülönbség, valamint Lipót császár előnytelen külseje és Margit Terézia gyenge egészségügyi állapota ellenére házasságukat boldognak írják le a kortársak. A császárné férjét „bácsinak” (németül: Onkel) hívta, míg Lipót feleségét „Greti” néven becézte. A házaspárnak számos közös érdeklődési köre volt, különösen a művészetek és a zene terén. Hét éves házasságuk alatt Margit négy gyermeket szült, akik közül csak egy leánya érte meg a felnőttkort:
- Ferdinánd Vencel József Mihály Eleazar főherceg (1667. szeptember 28. – 1668. január 13.), csecsemőként meghalt.
- Mária Antónia Jozefa Benedikta Rozália Petronella főhercegnő (1669. január 18. – 1692. december 24.), anyja jogát örökölte a spanyol trónra. 1685-ben házasodott össze II. Miksa Emánuel bajor választófejedelemmel, akitől egy fia, a hat éves korában elhunyt József Ferdinánd herceg született. A főhercegnő maga huszonhárom éves korában hunyt el.
- János Lipót főherceg (1670. február 20.), születése napján elhunyt.
- Mária Anna Jozefa Antónia Apollónia főhercegnő (1672. február 9. – 1672. február 23.), pár napos korában meghalt.

Margit Terézia házasságát követően megtartotta szülőföldje szokásait: továbbra is a spanyol zene és balett maradt a kedvence, és szinte kizárólag a hazájából vele érkezett spanyol kíséret tagjaiból rendezte be udvartartását, ami miatt sosem tanult meg rendesen németül. Az ifjú császárnét kíséretének zárkózottsága és arroganciája miatt nem kedvelték meg a bécsi udvarban, sőt, egyfajta spanyolellenes hangulat kezdett terjedni, ami a császárné ellen is irányult.

### Halála
A házasságából származó négy gyermeke szülésétől, valamint további két vetélése miatt Margit Terézia császárné szervezete legyengült. Végül 1673. március 12-én, mindössze huszonegy éves korában elhunyt. Bécsett, a Habsburgok hagyományos temetkezési helyén, a császári kriptában helyezték el. Férjét, a császárt nagyon mélyen érintette szeretett feleségének halála, ám alig négy hónappal később, politikai okokból újból megházasodott: második felesége szintén rokona, a Habsburg-ház tiroli ágából való Klaudia Felicitász főhercegnő lett.
A császárné halálát követően a spanyol trón iránti jogait (öccsének, II. Károly spanyol királynak nem születtek gyermekei) egyetlen életben maradt leánya, Mária Antónia örökölte. A főhercegnő azonban 1692-ben elhunyt, örökségét átadva gyermekének, József Ferdinánd bajor hercegnek. A herceg ugyanakkor hat éves korában, 1699-ben szintén meghalt. A spanyol trón öröklését Lipót császár harmadik házasságából származó második fiának, Károly Ferenc főhercegnek szánta, ám ezt XIV. Lajos francia király, IV. Fülöp király veje vitatta, ő ugyanis unokáját, Fülöp, Anjou hercegét kívánta a spanyol trónra ültetni. Az ellentétből II. Károly király 1700-ban bekövetkezett halálát követően kirobbant a spanyol örökösödési háború, amely végül francia győzelemmel zárult, 1714-ben.